# Juan Carlos Meza
Juan Carlos Meza Gutiérrez (sinh ngày 20 tháng 4 năm 1985) là một cầu thủ bóng đá người México hiện tại thi đấu cho Deportivo Sanarate F.C..